# Partido da Edificação Sustentável da Nação
O Partido da Edificação Sustentável da Nação (em tonganês: Paati Langafonua Tu'uloa) é um partido político de Tonga. Foi fundado em 4 de agosto de 2007.